# Eric Fonoimoana
Eric Fonoimoana (Manhattan Beach, 7 giugno 1969) è un ex giocatore di beach volley statunitense.

## Palmarès

### Olimpiadi
- 1 medaglia:
  - 1 oro (Sydney 2000)